# Belmonte de Miranda
Pour les articles homonymes, voir Belmonte et Miranda.
Belmonte de Miranda (Balmonte de Miranda en asturien) est une commune (concejo aux Asturies) située dans la communauté autonome des Asturies en Espagne.  Elle est bordée au nord par Salas, à l'est par Grado, au sud par Somiedo et Teverga, et à l'ouest par Tineo. 

## Géographie
La commune est traversée du sud au nord par le bassin de la rivière Pigüeña, un affluent riche en truites de la Narcea, la rivière qui forme la frontière septentrionale avec Salas, et qui est habituellement pêchée pour le saumon.
La partie sud-est de la commune fait partie du parc naturel de Somiedo. La beauté de son écosystème a poussé les autorités à étendre les limites du parc naturel de Somiedo aux terres limitrophes de la commune de Belmonte. On y trouve une grande variété d'espèces forestières indigènes : chênes, châtaigniers, etc. La faune y est variée et abondante : loups, renards, blaireaux, chevreuils, sangliers et ours bruns. 

### Paroisses
Belmonte de Miranda est composée de 15 paroisses civiles :
- Agüera  (Augüera)
- Almurfe
- Begega (Bixega)
- Belmonte (Belmonte/Balmonte)
- Castañedo (Castañéu)
- Cuevas
- Las Estacas
- Leiguarda (Lleiguarda)
- Llamoso (Ḷḷamosu)
- Montovo (Montoubu)
- Quintana
- San Bartolomé
- San Martín de Lodón (Samartín de Llodón)
- San Martín de Ondes (Samartín d'Ondes)
- Vigaña

## Né dans la commune
- Álvaro Cienfuegos (1657-1739), prêtre jésuite, évêque de Catane (Sicile), cardinal, théologien et diplomate.